# 孫 (大泉逸郎の曲)
「孫」（まご）は、1999年4月21日に発売された大泉逸郎のメジャーデビューシングル。テイチクエンタテインメントから発売された。

## 解説
- 1994年に制作され、1996年に徳間ジャパンコミュニケーションズから自主制作盤として発売された[1]。自主制作盤は東北地方を中心に8000枚を売り上げた[2]。
- 1999年4月21日、テイチクエンタテインメントからメジャー発売された。メジャー盤の初回出荷枚数は651枚であった[3]（660枚[2]、プレス枚数667枚[4]とも）。
- 1999年5月、『NHKのど自慢』で出演者が歌ったことで問い合わせが殺到[5]。同年10月には『ルックルックこんにちは』に大泉が出演し、曲の誕生秘話などを語った[5]。
- オリコン演歌チャートでは1999年11月29日から2000年5月22日まで26週連続で1位を獲得し、総合チャートでも最高3位を獲得。ミリオンセラーを記録し、第51回NHK紅白歌合戦出場も果たした。2000年2月29日には出荷枚数100万枚突破を記念して会見が行われた[6]。2001年6月21日には大泉が所有するさくらんぼ農園で開催された収穫祭にて、プレス枚数が200万枚を突破したと発表された[4]。累計売上は230万枚以上[7]を記録。
- 作詞の荒木良治は大泉の茶飲み仲間の友人である[8]。作詞が大泉の友人、作曲が大泉本人という素人の作品であり、有名作詞家・作曲家が曲を作るのが当たり前だったメジャー演歌の世界に衝撃が走った。また「孫」のついでに他の演歌も一緒に購入する現象が起き、低迷していた演歌市場が盛り上がった[2]。
- 第42回日本レコード大賞優秀作品賞受賞。第14回日本ゴールドディスク大賞 演歌・歌謡曲部門・特別賞を受賞。
- 冒頭には幼児が祖父と祖母を呼ぶ声が収録されている。これは大泉がこの曲を作るきっかけとなった、大泉の孫の声である[2]。2007年には成長した孫への思いを歌った「孫も大きくなりました」を発売している[9]。モデルとなった孫は2014年に成人を迎えた。

## 歌詞
男の子版と女の子版がある。1999年発売のシングル盤に収録されているのは男の子版である。女の子版の「孫」（曲名は「孫 -女の子バージョン-」）は、2000年3月23日発売のアルバム『孫 大泉逸郎ふるさと・祝い唄』に収録されているほか、愛子内親王誕生を記念して2002年1月23日に3万枚限定でシングルカットされた。歌番組では主に男の子版が歌われている。

## 盗作騒動
同曲がヒット中の2000年2月16日、作曲家の中村典正が“「孫」は自分の作品（1992年発表の水沢明美「二度惚れ酒」）に酷似している”として発売元のテイチクに説明を求めた。「二度惚れ酒」の歌手である水沢は、両曲を比較して似ていると感じたものの、「孫」についてはもっと売れて欲しいと語った。作曲家としても活動する北島三郎は「（曲調がたまたま）似ることもある」と発言した。前述の100万枚突破記念会見にて大泉は盗作を否定し、テイチクの飯田久彦社長もクラウン側と円満合意したと発言し騒動は収束した。また、一連の報道により「二度惚れ酒」への問い合わせが殺到し、同年3月20日付のオリコン演歌チャートでは「二度惚れ酒」が前週の圏外から9位に浮上するという現象が起こった。 

## 収録曲
- 全曲作詞：荒木良治、作曲：大泉逸郎、編曲：花岡優平

1. 孫 (4分14秒)
2. 孫（オリジナル・メロ入りカラオケ）
3. 孫（一般用メロ入りカラオケ）
4. 親ごころ (4分39秒)
5. 親ごころ（オリジナル・メロ入りカラオケ）